# Малюрові
Малюрові (Maluridae) — родина горобцеподібних птахів. Родина поширена в Австралії та Новій Гвінеї. Це дрібні комахоїдні птахи. Населяють різноманітні біотопи: від тропічних лісів до пустель.

## Класифікація
Родина містить 29 видів у 6 родах.
- підродина Малюрні (Malurinae)
  - Довгодзьобий малюр (Sipodotus) Lesson, 1831
    - Малюр довгодзьобий (Sipodotus wallacii)

  - Chenorhamphus Oustalet, 1878
    - Малюр широкодзьобий (Chenorhamphus grayi)
    - Chenorhamphus campbelli

  - Малюр (Malurus) Vieillot, 1816
    - Малюр синій (Malurus cyanocephalus)
    - Малюр синьоголовий (Malurus amabilis)
    - Малюр різнобарвний (Malurus lamberti)
    - Малюр індиговий (Malurus pulcherrimus)
    - Малюр червоноплечий (Malurus elegans)
    - Малюр сапфіровий (Malurus cyaneus)
    - Малюр лазуровий (Malurus splendens)
    - Малюр фіолетовоголовий (Malurus coronatus)
    - Малюр білоплечий (Malurus alboscapulatus)
    - Малюр червоноспинний (Malurus melanocephalus)
    - Малюр білокрилий (Malurus leucopterus)

  - Рудий малюр (Clytomyias) Sharpe, 1879
    - Малюр рудий (Clytomyias insignis)

  - Малюр-м'якохвіст (Stipiturus) Mathews, 1928
    - Малюр-м'якохвіст рудолобий (Stipiturus malachurus)
    - Малюр-м'якохвіст блідий (Stipiturus mallee)
    - Малюр-м'якохвіст рудоголовий (Stipiturus ruficeps)
- підродина Трав'янчичні (Amytornithinae)
  - Трав'янчик (Amytornis) Stejneger, 1885
    - Трав'янчик масковий (Amytornis barbatus)
    - Трав'янчик чорний (Amytornis housei)
    - Трав'янчик білогорлий (Amytornis woodwardi)
    - Трав'янчик рудокрилий (Amytornis dorotheae)
    - Трав'янчик смугастощокий (Amytornis merrotsyi)
    - Трав'янчик вусатий (Amytornis striatus)
    - Трав'янчик товстодзьобий (Amytornis goyderi)
    - Трав'янчик вохристий (Amytornis textilis)
    - Amytornis modestus
    - Трав'янчик скельний (Amytornis purnelli)
    - Трав'янчик квінслендський (Amytornis ballarae)